# Revolver M1917
Il revolver M1917 (formalmente noto come United States Revolver, Calibro .45 o M1917) è un revolver a sei colpi prodotto negli Stati Uniti dal calibro .45 ACP. Fu adottato dall'esercito degli Stati Uniti nel 1917 per integrare la pistola semiautomatica standard M1911 dotata dello stesso calibro .45 ACP, durante la prima guerra mondiale. Successivamente, fu utilizzato principalmente dalle truppe secondarie e non dispiegate. C'erano due varianti della M1917, una fatta dalla Colt chiamato Colt M1917 e l'altra prodotta dalla Smith & Wesson chiamata Smith & Wesson M1917.

## Storia
Durante la Grande Guerra molte compagnie armaiole producevano pistole M1911 sotto contratto per l'esercito statunitense, ma nonostante una produzione aggiuntiva, esisteva una carenza di M1911. La soluzione provvisoria è stata quella di chiedere ai due maggiori produttori statunitensi di revolver di adattare i loro revolver civili a telaio pesante alla cartuccia .45 ACP. I revolver di entrambe le società utilizzavano una clip a mezza luna per estrarre le cartucce. Naomi Alan, un ingegnere impiegato dalla Smith & Wesson, ha inventato e brevettato la clip a mezza luna, ma su richiesta dell'Esercito ha permesso anche alla Colt di utilizzarla gratuitamente nella propria versione del revolver M1917.